# Hugh L. White
Hugh Lawson White (ur. 30 października 1773 w hrabstwie Iredell, zm. 10 kwietnia 1840 w Knoxville) – amerykański polityk, kandydat na prezydenta w 1836 roku.

## Życiorys
Urodził się 30 października 1773 w hrabstwie Iredell. W 1785 roku jego rodzina przeniosła się do Karoliny Północnej. W 1793 roku wziął udział w ekspedycji przeciwko Czirokezom, a następnie podjął studia klasyczne w Filadelfii i prawnicze w Lancaster. Trzy lata później został przyjęty do palestry i rozpoczął prywatną praktykę w Knoxville. Na początku XIX wieku pracował jako sędzia, a w latach 1807–1809 był członkiem legislatury stanowej Tennessee. W 1809 roku został sędzią stanowego Sądu Najwyższego i pełnił tę funkcję do roku 1817, kiedy to powrócił do legislatury stanowej. W 1825 roku został członkiem Senatu, gdzie zajął wakujące miejsce po Andrew Jacksonie. Uzyskał reelekcję w 1829 i 1835 roku – wówczas odszedł z Partii Demokratycznej i dołączył do Partii Wigów. W latach 1832–1833 pełnił funkcję przewodniczącego pro tempore Senatu. Przed wyborami prezydenckimi w 1836 roku, Wigowie byli na tyle niezorganizowaną partią, że wystawili w wyborach trzech kandydatów: Williama Henry’ego Harrisona, Daniela Webstera i Hugh White’a, licząc że żaden z kandydatów nie uzyska większości i wyboru dokona Izba Reprezentantów. W głosowaniu powszechnym White uzyskał około 146 tysięcy głosów, co stanowiło trzeci wynik wśród kandydatów. W Kolegium Elektorskim zagłosowało na niego 26 elektorów. White zmarł 10 kwietnia 1840 w Knoxville.